# Roommates (série télévisée)
Cet article concerne la série télévisée. Pour le film de Christian E. Christiansen, voir The Roommate.
Roommates est une série télévisée américaine en treize épisodes de 22 minutes, créée par Robin French, Kieron Quirke et Matt Green et diffusée entre le 23 mars 2009 et le 4 mai 2009 sur ABC Family.
Cette série est inédite dans les pays francophones.

## Synopsis
Cette sitcom met en scène le quotidien de cinq jeunes gens qui, après avoir quitté l'université, emménagent ensemble.

## Distribution
- Tyler Francavilla : Mark
- Dorian Brown : Katie
- Tommy Dewey : James
- Tamera Mowry : Hope
- David Weidoff : Thom

## Épisodes
1. Titre français inconnu (The Roommate)
2. Titre français inconnu (The Tarot)
3. Titre français inconnu (The Lie)
4. Titre français inconnu (The Break In)
5. Titre français inconnu (The Set-Up)
6. Titre français inconnu (The Mark-a-Like)
7. Titre français inconnu (The Uninvited Thom)
8. Titre français inconnu (The Green People)
9. Titre français inconnu (The Game Night)
10. Titre français inconnu (The Tickets)
11. Titre français inconnu (The Mother of James)
12. Titre français inconnu (The Trash 'N Treasures)
13. Titre français inconnu (The Old and the New)